# ترلاگلیپتین
ترلاگلیپتین (انگلیسی: Trelagliptin) یک داروی دارویی است که برای درمان دیابت نوع ۲ (دیابت شیرین) استفاده می‌شود.